# Mars 1947

## Événements
- 2 mars : pour la neuvième fois de son histoire, le HC Davos devient champion de Suisse de hockey sur glace.

- 3 mars : le gouvernement grec demande l’aide des États-Unis pour lutter contre la guérilla communiste.

- 4 mars : traité de Dunkerque entre la France et la Grande-Bretagne contre toute renaissance du militarisme allemand.

- 10 mars : inauguration de l'École des Arts et Métiers de Montréal.

- 12 mars : doctrine Truman destinée à endiguer l’expansion du communisme en Europe (politique du containment). Le président Truman demande au Congrès l’octroi d’une aide économique et militaire à la Grèce et à la Turquie[1] en substitution de la Grande-Bretagne. D’autres États devraient pouvoir en bénéficier.

- 13 mars : élections cantonales à Bâle-Ville. Edwin Zweifel (PRD), Peter Zschokke (PLS), Carl Peter (conservateur-catholique), Fritz Ebi (PSS) et Gustav Wenk (PSS) sont élus tacitement au Conseil d’Etat, après le retrait des autres candidats présents lors du 1er tour de scrutin.

- 14 mars : en France, création de l'AGIRC (Association générale des institutions de retraite des cadres).

- 18 mars: le gouvernement Duplessis dépose une loi permettant aux municipalités de règlementer la distribution de tracts. Cette mesure vise surtout à contrer la propagande des Témoins de Jéhovah.

- 19 mars :
  - En Chine, les troupes nationalistes s’emparent de la capitale communiste, Yan'an.
  - En France, les communistes refusent les crédits militaires pour la guerre d'Indochine.

- 22 mars : aux États-Unis, lancement du programme de « loyauté et de sécurité » destiné entre autres à éloigner les voix libérales des radicaux.

- 23 mars : au Stade olympique Yves-du-Manoir de Colombes, l'équipe de France de football s'impose 1-0 face au Portugal.

- 23 mars - 2 avril : conférence des relations asiatiques de New Delhi, qui pose les principes de « l’afro-asiatisme » : non-alignement, lutte contre l’impérialisme, appui aux mouvements de libération nationale, recherche d’un renouveau économique[2].

- 24 mars : Lord Mountbatten devient vice-roi des Indes. Il est envoyé en Inde pour négocier l’indépendance avec Gandhi, Nehru et Jinnah. Ces négociations aboutissent à la partition de l’Inde et du Pakistan, tandis que les affrontements deviennent endémiques au Penjab. En échange de la création d’un État musulman séparée, Mountbatten doit accepter la revendication du Congrès de diviser le Panjâb et le Bengale. Les pouvoirs sont transférés au Parti du Congrès et à la Ligue musulmane. Les autres partis Hindous sont ignorés.

- 25 mars : Onésime Gagnon, Ministère des Finances du Québec présente un budget d'un peu plus de 123 millions de dollars pour l'année 1947-1948.

- 26 mars : en France, création de la FCPE (fédération des conseils de parents d'élèves).

- 27 mars : l’Italie adhère au FMI[3].

- 29 mars : début du gouvernement irakien de Salih Jabr (chiite). Il décide de renégocier le traité d’alliance avec la Grande-Bretagne[4].

- Nuit du 29 au 30 mars : un soulèvement insurrectionnel déclenché par les nationalistes activistes éclate à Madagascar contre le régime colonial français. Cent cinquante colons français sont tués. Le gouvernement Ramadier répond par une répression militaire qui fait plusieurs dizaines de milliers de morts. Levée de l’immunité parlementaire des députés malgaches membres du Mouvement démocratique de la rénovation malgache (MDRM), qui est dissout.

- 30 mars : discours du Général de Gaulle à Bruneval en Seine-Maritime.

- 31 mars :
  - En France, introduction d’un salaire minimum vital.
  - Au Japon, la loi fondamentale sur l’éducation organise un cursus universitaire à l’américaine avec décentralisation systématique[5].

## Naissances
- 1er mars : Alan Thicke, acteur et compositeur canadien.
- 2 mars :
  - Yuri Matiyasevich, mathématicien russe.
  - Harry Redknapp, footballeur puis entraîneur anglais.
  - Pugh Rogefeldt, musicien suédois († 1er mai 2023).
- 3 mars : Claude Bourmaud, haut fonctionnaire français († 15 décembre 2023).
- 4 mars : Jan Garbarek, Saxophoniste norvégien de jazz.
- 6 mars : Dick Fosbury, Sauteur en hauteur américain.
- 7 mars :
  - Mohamed Bule-Gbangolo, homme politique de la République démocratique du Congo.
  - Jean-Loup Puget, astrophysicien français.
  - Walter Röhrl, pilote automobile (rallye) allemand.
  - Rido Bayonne, auteur, compositeur, arrangeur, chef d'orchestre, directeur musical, bassiste et multi-instrumentiste franco-congolais († 17 novembre 2024).
- 8 mars : Florentino Pérez, homme d'affaires espagnol.
- 9 mars : Guem, chanteur algérien († 22 janvier 2021).
- 10 mars : Kim Campbell, femme politique canadienne, ancien (dix neuvième) premier ministre du Canada.
- 11 mars :
  - Bernard Meunier, chimiste et universitaire français.
  - Tristan Murail, compositeur français de musique spectrale.
- 12 mars : Mitt Romney, sénateur des États-Unis pour l'Utah depuis 2019.
- 15 mars : Ry Cooder, musicien producteur américain.
- 18 mars : Patrick Chesnais, acteur français.
- 19 mars : Glenn Close, actrice américaine.
- 22 mars :
  - Aleida Assmann égyptologue allemande.
  - André F. Heller, artiste actionniste, manager culturel, auteur, acteur et chansonnier autrichien.
  - Pierre Lescanne, spécialiste français d'informatique théorique.
  - Erik Orsenna, romancier et académicien français.
  - James Patterson, écrivain et scénariste de films américain.
- 24 mars :
  - Louise Lanctôt, terroriste, nouvelliste québécoise.
  - Alan Sugar, homme d'affaires britannique créateur de la société Amstrad.
- 25 mars : 
  - Elton John, chanteur et compositeur britannique.
  - Jean-Louis Riguet, écrivain français († 7 août 2025).
- 26 mars : Mor Faye, peintre abstrait sénégalais († 6 novembre 1984).
- 27 mars : 
  - Brian Jones, aéronaute britannique.
  - Saleh Kebzabo, homme politique tchadien.
- 28 mars : Sylvestre Ilunga, homme politique Congolais, Premier ministre de la république démocratique du Congo de 2019 à 2021.
- 29 mars :
  - Bobby Kimball, chanteur américain du groupe de rock Toto.
  - Geert van Istendael, écrivain belge.
  - Aleksandr Viktorenko, cosmonaute soviétique.
- 31 mars : César Augusto Gaviria Trujillo, président de la République de Colombie de 1990 à 1994.

## Décès
- 5 mars : Alfredo Casella, compositeur italien (° 25 juillet 1883).
- 6 mars : Ferdinand Zecca, réalisateur, scénariste, acteur et producteur français (° 19 février 1864).
- 10 mars :
  - Walter Rogowski, physicien théoricien allemand (° 7 mai 1881).
  - Gilbert Rougier, ingénieur-chimiste puis astronome français (° 12 septembre 1886).
- 17 mars : Karel Andel, astronome et sélénographe tchèque (° 28 décembre 1884).
- 18 mars : Paul-Louis Simond, biologiste français (° 30 juillet 1858).
- 19 mars : Prudence Heward, artiste peintre canadienne (° 2 juillet 1896).
- 20 mars : Victor Goldschmidt, chimiste norvégien (° 27 janvier 1888).
- 26 mars : Fernand Allard, missionnaire belge (° 31 mars 1878)
- 29 mars :
  - William Berryman Scott, paléontologue américain (° 12 février 1858).
  - Hendrik van Gent, astronome néerlandais (° 1900).